# 埃斯塔特斯峰
42°40′2″N 1°23′50″E / 42.66722°N 1.39722°E

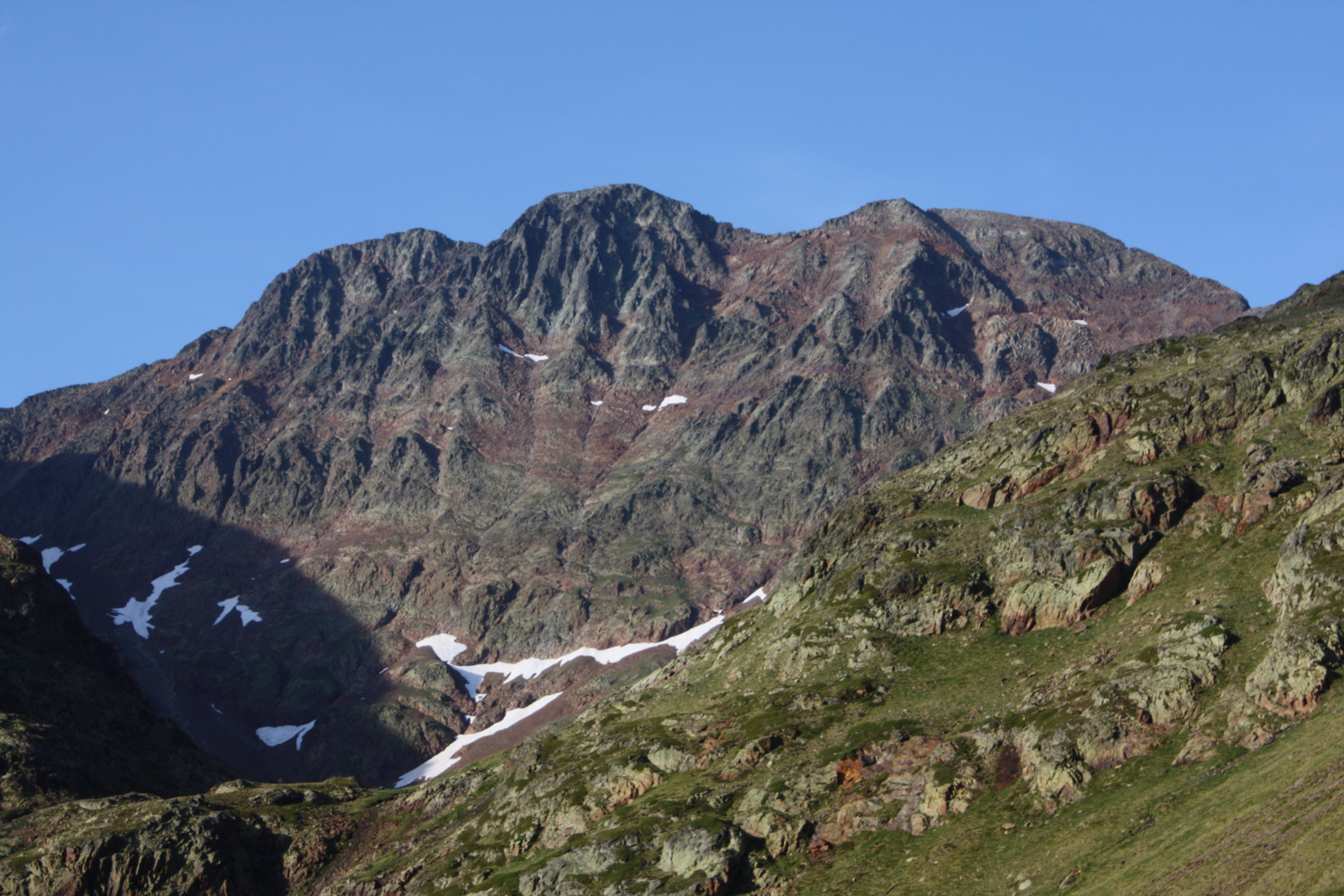

埃斯塔特斯峰（西班牙語：Pica d'Estats），是歐洲的山峰，位於法國西南部阿列日省和西班牙東北部加泰羅尼亞之間，屬於比利牛斯山的一部分，海拔高度3,143米，人類在1864年首次登頂。